# Turnerina hazelae
Turnerina hazelae är en fjärilsart som beskrevs av Don B. Stallings och Turner 1958. Turnerina hazelae ingår i släktet Turnerina och familjen tjockhuvuden. Inga underarter finns listade i Catalogue of Life.